# Mesoleius kiruna
Mesoleius kiruna là một loài tò vò trong họ Ichneumonidae.